# 駒塚渡船
駒塚渡船（こまづかとせん）は、木曽川で運航されていた渡し船である。駒塚の渡しとも称する。
岐阜県羽島市と愛知県尾西市（現在の一宮市）を結んでいた。羽島市の市指定史跡での名称は駒塚の渡し跡である。

## 概要
享保11年（1726年）、美濃国中島郡駒塚村（現在の岐阜県羽島市竹鼻町駒塚）に居住する尾張藩家臣（美濃駒塚領主）石河正章が名古屋への参勤のために、美濃国中島郡駒塚村と尾張国中島郡冨田村（現在の愛知県一宮市冨田）の間に、尾張藩直営の渡船として開設。ほぼ同時に駒塚街道（美濃路（美濃街道）冨田一里塚 - 駒塚追分）も整備されている。
開設時は濃尾大橋の下流約1500m、東海道新幹線木曽川橋梁の上流約400mに位置していたが、大正時代に上流に移転している。民営の渡船であった。
大正時代までの渡船場跡には、岐阜県側（羽島市）及び愛知県側（一宮市）に案内板が設置されている。

## 歴史
- 1726年（享保11年） - 尾張藩家臣石河正章の名古屋への参勤のために開設。
- 1871年（明治4年） - 廃藩置県により名古屋藩（尾張藩）が廃止されたことにより廃止されたが、駒塚村の住民により運航が引き継がれる。
- 1924年（大正13年） - 名古屋鉄道蘇東線が開通。駒塚渡船は蘇東線と接続する渡船として起渡船船橋河戸へ移転。岐阜県羽島郡正木村（現在の岐阜県羽島市正木町）と愛知県中島郡起町（現在の愛知県一宮市起）となるが、渡船名は駒塚渡船のままであった。ほぼ同時期に発動機付きの船による運航を開始。
- 1956年（昭和31年） - 濃尾大橋の開通により廃止。